# Silvbergs distrikt
Silvbergs distrikt är ett distrikt i Säters kommun och Dalarnas län. Distriktet ligger omkring Grängshammar och Ulvshyttan i södra Dalarna och är länets (men inte landskapets) befolkningsmässigt minsta distrikt. (Landskapets befolkningsmässigt minsta distrikt är Hamra distrikt som tillhör Gävleborgs län.)

## Tidigare administrativ tillhörighet
Distriktet inrättades 2016 och utgörs av Silvbergs socken i Säters kommun.
Området motsvarar den omfattning Silvbergs församling hade vid årsskiftet 1999/2000.

## Tätorter och småorter
I Silvbergs distrikt finns två småorter men inga tätorter. 

### Småorter
- Norbohyttan
- Skenshyttan